# Drebubbu
Drebubbu (auch: Little Bustard, Orubebbu Island, Worbāb Island) ist ein Eiland des Kwajalein-Atolls in der Ralik-Kette im ozeanischen Staat der Marshallinseln (RMI).

## Geographie
Das Motu liegt zusammen mit Ebjapik zwischen Ebeye im Norden und der Hauptinsel Kwajalein im Süden.

## Klima
Das Klima ist tropisch heiß, wird jedoch von ständig wehenden Winden gemäßigt. Ebenso wie die anderen Orte der Kwajalein-Gruppe wird Drebubbu gelegentlich von Zyklonen heimgesucht.